# Alberto Jori
Alberto Jori (Mantua, 1965) is een Italiaanse filosoof en Aristoteles-onderzoeker. In 2003 won hij een prijs van de Académie Internationale d'Histoire des Sciences (Parijs/Sorbonne) met zijn boek over Aristoteles. 